# مستر تراست بانک
مستر تراست بانک (به ژاپنی: 日本マスタートラスト信託銀行株式会社) تراست بانک ژاپنی است، که در زمینه ارائه خدمات بانکداری سرمایه‌گذاری، بانکداری شرکتی، مدیریت دارایی و مبادلات سهام اختصاصی فعالیت می‌کند.
بانک مستر تراست در سال ۱۹۸۵ راه‌اندازی شد و در سال ۲۰۱۲ دارایی تحت مدیریت آن، بالغ بر ۳۴۴ تریلیون ین (معادل ۳٫۳ تریلیون دلار) برآورد شد.
شعبه مرکزی این بانک در میناتو، توکیو، ژاپن قرار دارد. سهام‌داران اصلی این بانک عبارتند از: گروه مالی میتسوبیشی یواف‌جی (۴۶٫۵٪)، نیپون لایف (۳۳٫۵٪) و میجی یاسودا لایف (۱۰٪).